# NGC 982
NGC 982 è una galassia a spirale situata nella costellazione di Andromeda, a una distanza di circa 270 milioni di anni luce dalla nostra Via Lattea.

## Scoperta
La galassia è stata scoperta il 17 ottobre 1786 dall'astronomo britannico di origine tedesca William Herschel.

## Descrizione
NGC 982 ha una classe di luminosità I e presenta una larga riga a 21 cm dell'idrogeno neutro.
Secondo il database SIMBAD si tratta di una radiogalassia..